# Tällvattnet (Bjurholms socken, Ångermanland, 709070-162953)
Tällvattnet är en sjö i Bjurholms kommun och Örnsköldsviks kommun i Ångermanland och ingår i Gideälvens huvudavrinningsområde. Sjön har en area på 2,48 kvadratkilometer och ligger 235 meter över havet.

## Delavrinningsområde
Tällvattnet ingår i det delavrinningsområde (709038-162823) som SMHI kallar för Utloppet av Stor-Tällvattnet. Medelhöjden är 257 meter över havet och ytan är 7,8 kvadratkilometer. Räknas de 140 avrinningsområdena uppströms in blir den ackumulerade arean 1 559,69 kvadratkilometer. Avrinningsområdets utflöde Gideälven mynnar i havet. Avrinningsområdet består mestadels av skog (59 procent). Avrinningsområdet har 2,56 kvadratkilometer vattenytor vilket ger det en sjöprocent på 32,7 procent.